# Chafik Chehata
 (juillet 2012).
Si vous disposez d'ouvrages ou d'articles de référence ou si vous connaissez des sites web de qualité traitant du thème abordé ici, merci de compléter l'article en donnant les références utiles à sa vérifiabilité et en les liant à la section « Notes et références ».
Chafik Chehata (en arabe : شفيق شحاتة) est un juriste égyptien et professeur de droit musulman.

## Biographie
Il a été professeur à la faculté de droit de l’université Fouad-1er du Caire et à la faculté de droit, Université Ain-Chams, Égypte (en 1961), puis professeur associé à la Faculté de droit et des sciences économiques de Paris. A enseigné le droit musulman à la faculté de droit de Paris.
M. Chafik Chehata est connu principalement pour ses travaux sur le droit musulman, notamment sa thèse intitulée, Théorie générale de l’obligation en droit musulman hanéfite, soutenue devant la Faculté de droit du Caire et parue, simultanément en arabe et en français . Il a particulièrement travaillé sur le droit musulman et le droit civil.

## Œuvres
- Essai d'une théorie générale de l'obligation en droit musulman, Le Caire, Imprimerie Noury, 1936 et Paris, Sirey, 1969, Dalloz, 2005, préface de Ibrahim Fadlallah
- Études de droit musulman I, Paris, PUF, 1971, préface de Michel Alliot.
- Études de droit musulman II, La Notion de responsabilité contractuelle, le concept de propriété, Paris, PUF, 1973, 186p.

- L'influence du code civil français en Égypte et le nouveau code civil égyptien, Le Caire, université Fouad-Ier, 1951.
- L'Acte translatif de propriété en droit musulman hanéfite, Le Caire, université Fouad-Ier, 1951.
- La Théorie des obligations en droit romain, Le Caire, 1963.
- L'Équité en tant que source du droit Hanafite, Paris, G.-P. Maisonneuve et Larose, 1966.
- Les Concepts de "Qabd Daman" et de "Qabd Amana" en droit musulman hanéfite, Paris, Maisonneuve-Larose, 1970.
- Droit musulman : applications au Proche-Orient, Paris, Précis Dalloz, 1970.

## Articles
- « Histoire du Droit privé égyptien. Tome Ier : L'ancien droit égyptien », 1951 (en arabe).
- « La théorie de l'abus des droits chez les jurisconsultes musulmans », RIDC, 2/1952, pp. 217-224.
- « La notion de contrat dans l'Ancien Droit égyptien », Studi in onore di Vicenzo Arangio-Ruiz ncenzo, vol. III, Naples, 1952, pp. 493-500.
- « Volonté réelle et volonté déclarée dans le nouveau Code civil égyptien », RIDC, 2/1954, pp. 241-249.
- « Le testament dans le Droit égyptien pharaonique », Cahiers d'Histoire Égyptienne (CHE) Série V, Fasc. 2, 3 (juin 1953).
- « Le testament dans l'Égypte pharaonique », Revue historique de droit français et étranger, Paris, 4e Série, 32e année, 1954, n° I, 1-22.
- « La représentation dans les actes juridiques en droit musulman », RIDC, 4/1956, pp. 538-546.
- « Les survivances musulmanes dans la codification du droit civil égyptien », RIDC, 4/1965, pp. 839-853.
- « L'évolution du droit successoral de l'Ancienne Égypte au cours des deux derniers cycles de son histoire », Revue internationale des droits de l'Antiquité, 3e série, vol. 13, 1966, pp. 11-24.
- « Les constances du droit égyptien: de l'Égypte pharaonique à l'Égypte moderne », Revue historique de droit français et étranger, vol. 44, 1966, p. 690.
- « La théorie de la responsabilité civile dans les systèmes juridiques des pays du Proche-Orient », RIDC, 4/1967, pp. 883-915.
- «  La religion et les fondements du droit en Islam », in Archives de philosophie du droit, tome XVIII, 1973.
- « I. Nature, structure et divisions du droit musulman » ; « II. La religion et les fondements du droit en Islam », Revue algérienne des sciences juridiques, politiques et économiques, vol. 10 #3, pp. 555-571.